# Saison 2013-2014 du Sporting Club de Bastia
Chronologie
Saison précédente Saison suivante

## Effectif

### Équipe première
| Numéro | Nom               | Nationalité          | Poste(s) | Depuis | Date de naissance (Âge) | En provenance de    |
| ------ | ----------------- | -------------------- | -------- | ------ | ----------------------- | ------------------- |
| 1      | Mickaël Landreau  | Drapeau de la France | GB       | 2013   | 14 mai 1979             | LOSC Lille          |
| 16     | Jean-Louis Leca   | Drapeau de la France | GB       | 2013   | 21 septembre 1985       | Valenciennes FC     |
| 30     | Thomas Vincensini | Drapeau de la France | GB       | 2012   | 12 septembre 1993       | Centre de formation |

| Numéro | Nom                     | Nationalité          | Poste(s) | Depuis | Date de naissance (Âge) | En provenance de       |
| ------ | ----------------------- | -------------------- | -------- | ------ | ----------------------- | ---------------------- |
| 5      | Sébastien Squillaci     | Drapeau de la France | D        | 2013   | 11 août 1980            | Arsenal FC             |
| 15     | Julian Palmieri         | Drapeau de la France | D        | 2012   | 7 décembre 1986         | FC Istres              |
| 19     | Maka Mary               | Drapeau de la France | D        | 2011   | 27 mars 1989            | Havre AC               |
| 20     | François-Joseph Modesto | Drapeau de la France | D        | 2013   | 19 août 1978            | Olympiakos FC          |
| 21     | Fethi Harek             | Drapeau de la France | D        | 2007   | 21 octobre 1982         | Rodez Aveyron Football |
| 29     | Gilles Cioni            | Drapeau de la France | D        | 2010   | 14 juin 1984            | Centre de formation    |
|        | Alexander Djiku         | Drapeau de la France | D        | 2012   | 9 août 1994             | Centre de formation    |

| Numéro | Nom             | Nationalité                 | Poste(s) | Depuis | Date de naissance (Âge) | En provenance de       |
| ------ | --------------- | --------------------------- | -------- | ------ | ----------------------- | ---------------------- |
| 6      | Romaric         | Drapeau de la Côte d'Ivoire | M        | 2013   | 4 juin 1983             | Real Zaragoza          |
| 13     | Ryad Boudebouz  | Drapeau de l'Algérie        | M        | 2013   | 19 février 1990         | FC Sochaux-Montbéliard |
| 14     | Ludovic Genest  | Drapeau de la France        | M        | 2013   | 18 septembre 1987       | FC Istres              |
| 18     | Yannick Cahuzac | Drapeau de la France        | M        | 2005   | 18 janvier 1985         | Centre de formation    |
| 19     | Adama Ba        | Drapeau de la Mauritanie    | M        | 2013   | 27 août 1993            | Stade brestois 29      |
| 23     | Drissa Diakité  | Drapeau du Mali             | M        | 2013   | 18 février 1985         | Olympiakos FC          |
| 27     | Julien Sablé    | Drapeau de la France        | M        | 2012   | 11 septembre 1980       | OGC Nice               |
|        | Abdoulaye Keita | Drapeau du Mali             | M        |        | 5 janvier 1994          | Centre de formation    |
|        | Miloš Krasić    | Drapeau de la Serbie        | M        | 2013   | 1er novembre 1984       | Fenerbahçe SK          |

| Numéro | Nom                | Nationalité            | Poste(s) | Depuis | Date de naissance (Âge) | En provenance de    |
| ------ | ------------------ | ---------------------- | -------- | ------ | ----------------------- | ------------------- |
| 8      | Toifilou Maoulida  | Drapeau de la France   | A        | 2012   | 8 juin 1979             | RC Lens             |
| 9      | Gianni Bruno       | Drapeau de la France   | A        | 2013   | 19 août 1991            | LOSC Lille          |
| 10     | Wahbi Khazri       | Drapeau de la Tunisie  | A        | 2009   | 8 février 1991          | Centre de formation |
| 11     | Claudiu Keșerü     | Drapeau de la Roumanie | A        | 2013   | 2 décembre 1986         | Angers SCO          |
| 12     | Djibril Cissé      | Drapeau de la France   | A        | 2014   | 12 août 1981            | FC Kouban Krasnodar |
| 17     | Florian Raspentino | Drapeau de la France   | A        | 2013   | 6 juin 1989             | Stade brestois 29   |
| 28     | Ilan               | Drapeau du Brésil      | A        | 2012   | 18 septembre 1980       | AC Ajaccio          |
|        | Joseph Barbato     | Drapeau de la France   | A        | 2011   | 11 août 1994            | Centre de formation |

Source : http://www.sc-bastia.net/

## Buteurs

### Classement buteurs
| Place | Nom            | Ligue 1 | Coupe de France | Coupe de la Ligue | TOTAL des BUTS |
| 1     | Adama Ba       | 1 but   | -               | -                 | 1 but          |
| -     | Gianni Bruno   | 1 but   | -               | -                 | 1 but          |
| -     | Claudiu Keșerü | 1 but   | -               | -                 | 1 but          |
| -     | Romaric        | 1 but   | -               | -                 | 1 but          |
| Total | 4 buteurs      | 4 buts  | 0 but           | 0 but             | 4 buts         |

## Passeurs

### Classement passeurs
| Place | Nom            | Ligue 1  | Coupe de France | Coupe de la Ligue | TOTAL des PASSES |
| 1     | Claudiu Keșerü | 1 passe  | -               | -                 | 1 passe          |
| -     | Wahbi Khazri   | 1 passe  | -               | -                 | 1 passe          |
| Total | 4 passeurs     | 4 passes | 0 passe         | 0 passe           | 4 passes         |